# 17 Brygada Artylerii Haubic

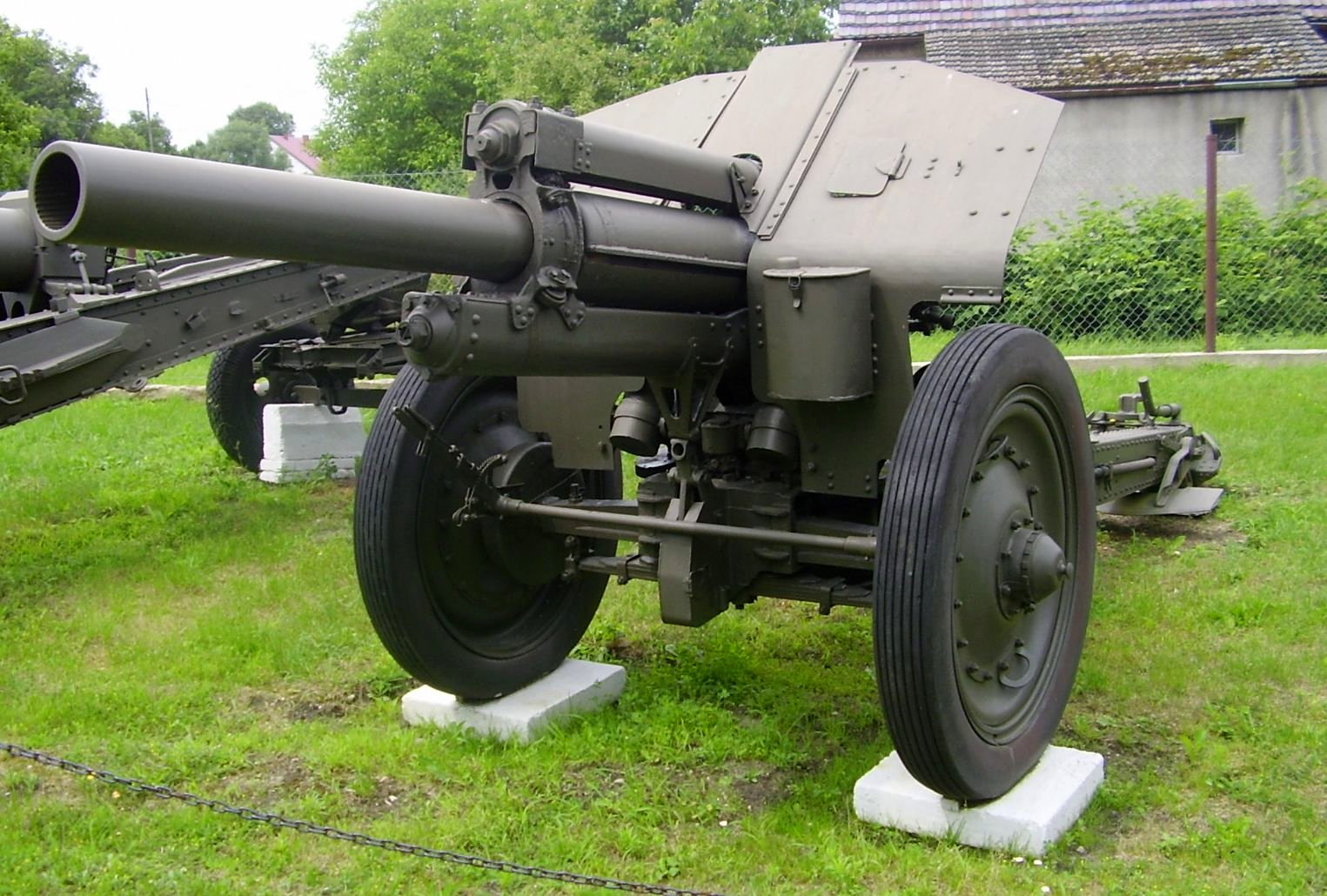
122 mm haubica wz. 1938 (M-30)

17 Brygada Artylerii Haubic (17 BAH) – związek taktyczny artylerii Wojska Polskiego.
Brygada sformowana została wiosną 1951, w garnizonie Grudziądz, na bazie 73 pułku artylerii haubic, w ramach przyśpieszonego planu rozwoju WP w latach 1951–1953. Jednostka wchodziła w skład 6 Dywizji Artylerii Przełamania z Grudziądza. Brygadę rozwiązano we wrześniu 1955 roku.

## Struktura organizacyjna
- Dowództwo 17 Brygady Artylerii Haubic – Grudziądz[4]
- 73 pułk artylerii haubic
- 103 pułk artylerii haubic
- 105 pułk artylerii haubic

Brygada liczyła ok. 2300 żołnierzy i uzbrojona była w 120 haubic 122 mm.